# Otto Gebühr
Otto Gebühr, född 29 maj 1877 i Kettwig (nu del av Essen), Kejsardömet Tyskland, död 14 mars 1954 i Wiesbaden, Västtyskland, var en tysk skådespelare. Han var aktiv i yrket från 1897. Under åren 1898-1908 verkade han vid Königliches Hoftheater i Dresden och senare vid Lessingtheater i Berlin. På grund av sin slående likhet med Fredrik den store fick han gestalta denne furste i hela tolv olika filmer. Den första var Die Tänzerin Barberina 1920, den sista propagandafilmen Den store segraren från 1942. Totalt medverkade han i ett 100-tal filmer.